# Animalизм
«Animalизм» — дебютный студийный альбом питерской группы Animal ДжаZ, вышедший в 2002 году.

## Список композиций
| №   | Название          | Длительность |
| --- | ----------------- | ------------ |
| 1.  | «Никогда»         | 4:07         |
| 2.  | «Вальс»           | 4:41         |
| 3.  | «Аравика»         | 4:09         |
| 4.  | «Тай»             | 5:59         |
| 5.  | «Реквием»         | 4:57         |
| 6.  | «Красно Солнышко» | 4:29         |
| 7.  | «Уходишь»         | 3:22         |
| 8.  | «Игра без правил» | 2:39         |
| 9.  | «Пуля в небе»     | 4:58         |
| 10. | «Иуда»            | 3:24         |
| 11. | «Зима»            | 3:48         |
| 12. | «Лед. Жесть»      | 5:12         |
| 13. | «Жаль» (Bonus)    | 12:47        |

## Участники записи
Участники записи согласно журналу FUZZ
- Александр «Михалыч» Красовицкий — вокал;
- Игорь «Военрук» Булыгин — бас;
- Евгений «Джонсон» Ряховский — гитара, бэк-вокал (7)
- Борис Голодец — клавишные, белый рояль;
- Сергей «Томас» Егоров — барабаны;
- Мила (гр. «Клевер») — виолончель (3, 8, 10, 12)
- Юрий «George» Смирнов — запись, сведение, бэк-вокал (6, 10)
- Андрей Зайцев — менеджмент